# Mellilla snoviaria
Mellilla snoviaria är en fjärilsart som beskrevs av Alpheus Spring Packard 1876. Mellilla snoviaria ingår i släktet Mellilla och familjen mätare. Inga underarter finns listade i Catalogue of Life.